# Matthias Jöllenbeck
Matthias Jöllenbeck (* 16. Februar 1987) ist ein deutscher Fußballschiedsrichter.

## Karriere
Jöllenbeck leitet seit 2016 für den SV Weilertal Spiele in der 2. Bundesliga. Im Sommer 2020 wurde er zusammen mit Tobias Reichel dem erweiterten Kader der Bundesliga-Schiedsrichter zugefügt. Sein erstes Spiel in der Bundesliga war das Spiel 1. FC Union Berlin gegen Arminia Bielefeld am 7. November 2020. Seit Ende Mai 2021 steht er gemeinsam mit Reichel fest im Schiedsrichter-Kader der 1. Bundesliga für die Saison 2021/22.
Seit 2025 ist Jöllenbeck FIFA-Schiedsrichter und darf somit auch internationale Partien leiten.

## Sonstiges
Jöllenbeck wohnt in Freiburg im Breisgau und ist dort als Orthopäde am Universitätsklinikum Freiburg beschäftigt.